# Lisa Lackey
Elizabeth Lackey (født 2. marts 1971), ofte krediteret som Lisa Lackey, er en australsk skuespiller. Hun spiller i øjeblikket rollen som Janice Parkman i NBCs tv-serie Heroes. Hendes tidligere roller inkluderer bl.a. en hovedrolle i tv-serien Just Cause og en brolle i den sidste sæson i NYPD Blue.
I 1992 medvirkede Lackey i Home and Away, i rollen som Roxanne Miller, sammen med Simon Baker. Hun blev her krediteret som Elizabeth Lackey. Lackey medvirkede i 2001 i David Lynchs film Mulholland Drive, hvor hun spillede rollen som Carol, en sangerinde der aflægger prøve med Adam Kesher til rollen der i sidste ende gives til Camilla Rhodes.
For nylig har Lackey spillet rollen som englen Verchiel i ABC Familys miniserie Fallen.

## Ekstern henvisning
- Lisa Lackey på Internet Movie Database (engelsk)
- Lisa Lackey på AlloCiné (fransk)
- Lisa Lackey på AllMovie (engelsk)
- Lisa Lackey på The Movie Database (engelsk)